# ヨーロッパ人のアジア進出年表

1459年ごろに完成したフラ・マウロの世界図。当時の通例に従い、南を上にしている。16世紀の地理学者ジョバンニ・バティスタ・ラムージオは、この地図にマルコ・ポーロがもたらした「キタイ」（中国）の知見が反映されていると指摘している。

ヨーロッパ人のアジア進出年表。

## 古代・中世のアジア進出

### 古代
- 紀元前515年: カリャンダのスキュラクスが、アケメネス朝のダレイオス1世の命を受けて、インダス川を通りインド洋を渡ってエジプトに至る航路を探索した。
- 紀元前330年: マケドニア王国のアレクサンドロス3世（大王）が、西アジアから中央アジアの一部、インドの一部に至るまでを征服した。
- 紀元前300年: セレウコス朝シリアのセレウコス1世がインドに侵攻したが、マウリヤ朝のチャンドラグプタに敗れた。その後、両者は同盟を結んだ。
- 紀元前250年 – 紀元前120年: ギリシア系国家バクトリアが、フェルガナ盆地（アレクサンドリア・エスハテ）、トランスオクシアナ（アレクサンドリア・オクシアナ）、パンジャーブ（インダスのアレクサンドリア）にまたがって存在していた。
- 紀元前180年 – 紀元後10年: ギリシア系国家インド・グリーク朝が、現在のアフガニスタンの一部、パキスタンの一部、北西インドにまたがって存在した。
- 紀元前118年以前: ギリシア人の航海者キュジコスのエウドクソスが、プトレマイオス朝エジプトのプトレマイオス8世の命を受けてアラビア海を探検する。
- 紀元前30年 – 紀元後640年: 共和制ローマがプトレマイオス朝を倒してエジプトを征服し、インドとの交易をおこなう。帝政移行後の118年、ローマ帝国はエジプトを介した香辛料貿易を確立した。
- 100年 – 166年: ローマ・中国関係が始まる。クラウディオス・プトレマイオスは『ゲオグラフィア』の中で「黄金の半島」（マレー半島）やメコンデルタの貿易港カッティガラ（オケオ、現ベトナム）、そして漢帝国の一部である交州にも言及している。中国側の後漢書にも、大秦（ローマ）から使節が到来したことが記されている。
- 161年: アントニヌス・ピウスもしくはマルクス・アウレリウス・アントニヌスの派遣した使節が海路で中国に到達し、洛陽で漢の桓帝に拝謁する。
- 2世紀: ローマ人の商人がシャム、カンボジア、スマトラ島、ジャワ島に到達。
- 226年: ローマの外交官もしくは商人が北ベトナムに上陸した後に建業に赴き、東呉の孫権に拝謁する。

### 中世

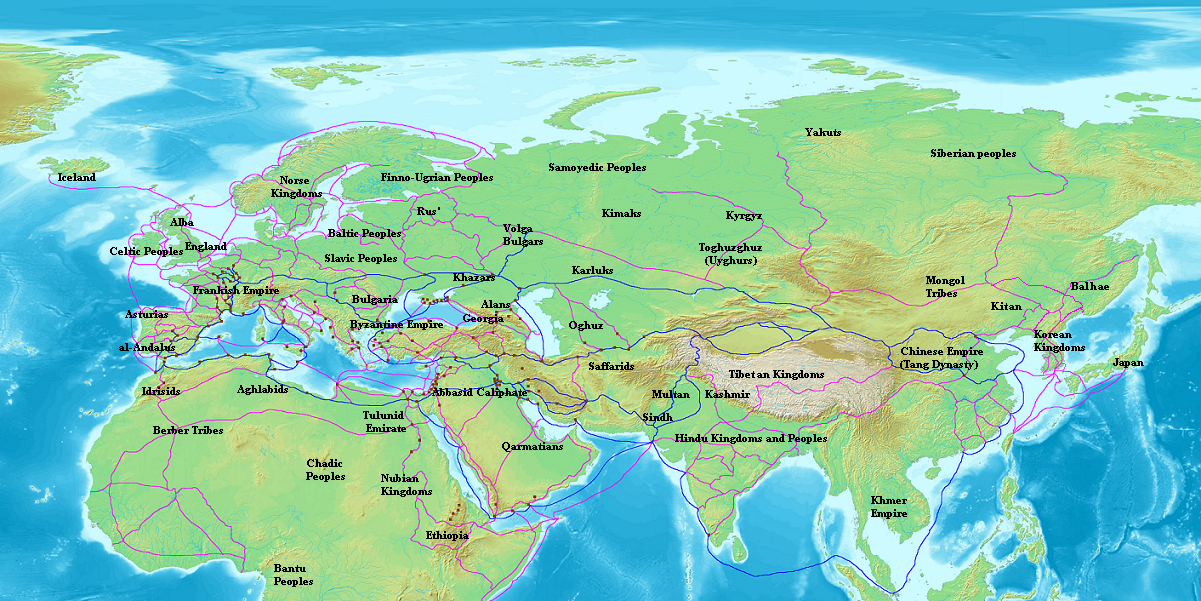
870年ごろのユーラシア・北アフリカの交易路

- 500年以前–1000年: ラダニテの活躍。ユダヤ人商人である彼らは、中世前期のキリスト教世界とイスラム世界の間の貿易を独占し、遠く東方の唐にまで至った。
- 550年以前: 東ローマ帝国の旅行家・著述家コスマス・インディコプレウステースが『キリスト教地誌』を完成させる。この地図には自ら旅したエリトリア、エチオピア、インド、スリランカの知識が反映されている。
- 552年: 二人の僧（もしくは僧に変装した使者）が、東ローマ皇帝ユスティニアヌス1世の命を受けてソグディアナを訪れ、カイコを密輸した（東ローマ帝国の養蚕伝来）。これにより、ヨーロッパや小アジアでの養蚕が可能になった。
- 568年: 東ローマ帝国の将軍ゼマルコスが、サマルカンドへ赴き西突厥の宮廷に至った。
- 639年–640年: イスラーム帝国がエジプトを征服、東ローマ帝国を介したヨーロッパ―インド貿易を遮断。
- 1160年–1173年: ナバラ出身のユダヤ教徒でラビであるトゥデラのベンヤミンが、シリア、パレスチナ、バグダード、ペルシア、アラビア半島を旅する。
- 1180年–1186年: ボヘミアのラビであるレーゲンスブルクのペタヒアが、バグダードを訪れる。
- 13世紀: シルクロードの最盛期。モンゴル帝国がユーラシアの大半を支配し、パクス・モンゴリカのもとでヨーロッパからアジアに広がる広大な交易網が構築される。
- 1245年–1247年: イタリア人のフランシスコ会士ジョヴァンニ・ダ・ピアン・デル・カルピネ（プラノ・カルピニ）らが、ローマ教皇の施設としてモンゴルのカラコルムに到達する。
- 1245年–1248年: ロンバルディアのアシェリーノ、サン＝カンタンのシモン、ロンジュモーのアンドリューが、アルメニアとペルシアを訪れる。
- 1249年–1251年: フランスの使節が、案内役のロンジュモーのアンドリューとともにグユクに謁見する。アンドリューの弟ギーやジャン・ゴドリッチ、ジャン・ド・カルカソンヌ、ソムリエのエルベール、ジェルベール・ド・サンス、それに書記のロベールやギヨーム、また名前の知られていないポワシー出身の書記がどうこうしていた。彼らはキルギスの北西タラスまで至った。
- 1254年: フランドルのフランシスコ会士ウィリアム・ルブルックが、中央アジアを抜けてバトゥ、続いてモンケに謁見する。
- 1264年–1269年: ニッコロー・ポーロとマッフェーオ・ポーロの最初の中国行。1266年、彼らは大都（現北京）でフビライに謁見する。
- 1271年–1295年: ニッコロー・ポーロとマッフェーオ・ポーロの2度目の中国行。この時にニッコローの息子マルコ・ポーロも同行する。帰国後、マルコ・ポーロの20年以上にわたる中国滞在をもとに東方見聞録が著されるが、その記述の信憑性については現在でも議論が続いている。
- 1275年–1289年、1289年–1328年: イタリア人フランシスコ会士ジョヴァンニ・ダ・モンテコルヴィーノが、キリスト教布教のためインドおよび元を訪れ、北京大司教・東方総主教に任じられる。ヨーロッパからの増援の聖職者を受け入れつつ布教を続け、中国で死去。
- 1318年–1329年: フランシスコ会士のポルデノーネのオドリコとジェームズ・オブ・アイルランドが、インド・東南アジア経由で中国に至る。大都に3年間滞在した後、中央アジアを通ってイタリアに帰還した。
- 1321年–1330/1338年?: フランス人のドミニコ会宣教師セヴラックのヨルダヌスが、インドと中東を旅する。1329年にはインド亜大陸で最初のカトリック司教座クイロン司教区を設立し、旅行記『ミラビリア・デスクリプタ』を著す。
- 1338年–1353年: イタリア人のジョヴァンニ・デ・マリニョーリらが、教皇ベネディクトゥス12世の使節として北京に至る。
- 1401年–1402年: パジョ・ゴメス・デ・ソトマイヨールが、カスティーリャ王エンリケ3世の最初の使者としてティムール朝を訪れる。
- 1403年–1404年: ルイ・ゴンザレス・デ・クラビホが、エンリケ3世の二番目の使者としてティムール朝を訪れる。彼は黒海の小アジア・トラブゾン沿岸を東進し、南コーカサスからテヘランを経由してサマルカンドに至った。
- 1420年–1436年: イタリア人探検家ニッコロー・デ・コンティがインドと東南アジアを旅した。
- 1453年: コンスタンティノープルの陥落。オスマン帝国が東ローマ帝国を滅ぼし、キリスト教徒は東地中海の覇権を失う。ヨーロッパから東回りで東洋へ向かうルートは利用困難になり、大航海時代が到来する遠因となった。
- 1470年: アファナーシー・ニキーティンが、ロシア人として初めてインドを訪れる。
- 1471年–1479年: ヴェネツィア人の外交官カテリーノ・ゼノ、アンブロージオ・コンタリーニ、ジョサファト・バルバロが白羊朝を訪れる。
- 1492年: クリストファー・コロンブスのアジアに向けた最初の西回り航海。彼自身はアジアにたどり着けなかったものの、彼の航海は他のヨーロッパ人のアジア・アメリカ進出を加速させた。
- 1557年–1572年: イングランド人アンソニー・ジェンキンソンが、カスピ海を渡りブハラやペルシアを旅する。
- 1580年-1585年:コサックのイェルマーク・チモフェーイェヴィチが、エルティシ川右岸のシビル・ハン国の街カシリクに到達。
- 1583年–1591年: イングランド人商人ラルフ・フィッチ、ジョン・ニューベリー、ジョン・エルドレッド、宝石商のウィリアム・リーデス、画家のジェームズ・ストーリーの一行が、レバントからメソポタミアを通りインド、そしてポルトガル領マラッカ（現マレーシア）へ旅する。なお、エルドレッドはイラクのバスラにとどまった。ストーリーはゴアでイエズス会に入会した。ムガル帝国の首都アーグラでは、リーデスがアクバル帝のために働くことになり、ニューベリーはヨーロッパへ引き返した。フィッチだけはビルマ経由でマラッカまで至り、1591年にロンドンに帰国した。

## 大航海時代以降

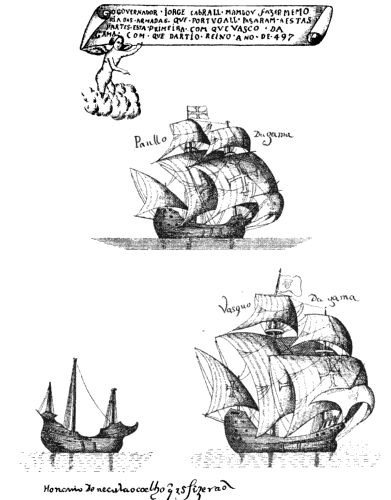
ヴァスコ・ダ・ガマが最初の航海で利用した船（1558年の絵）

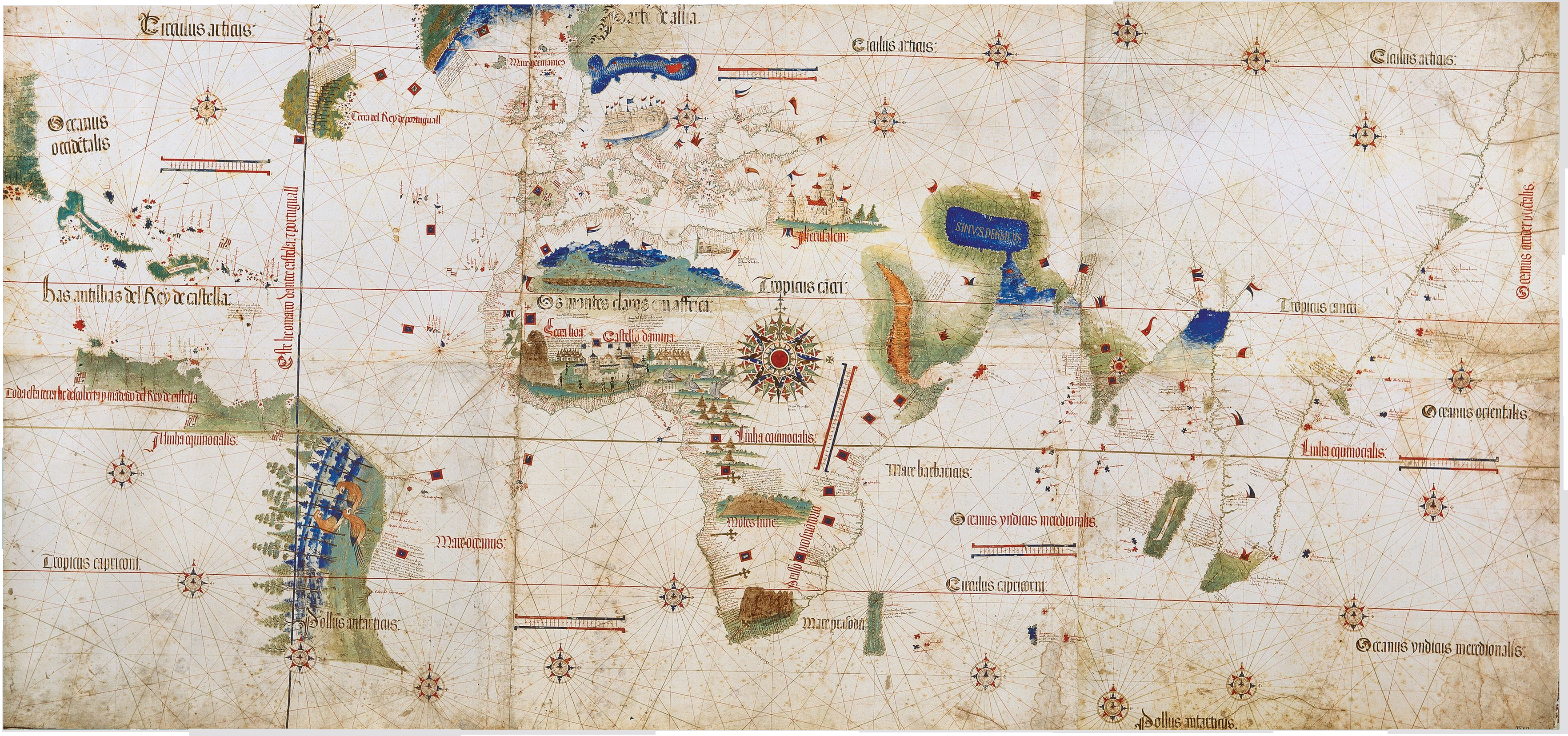
カンティーノ世界図（1502年）。東方・西方でポルトガル人が発見した内容が反映されている。

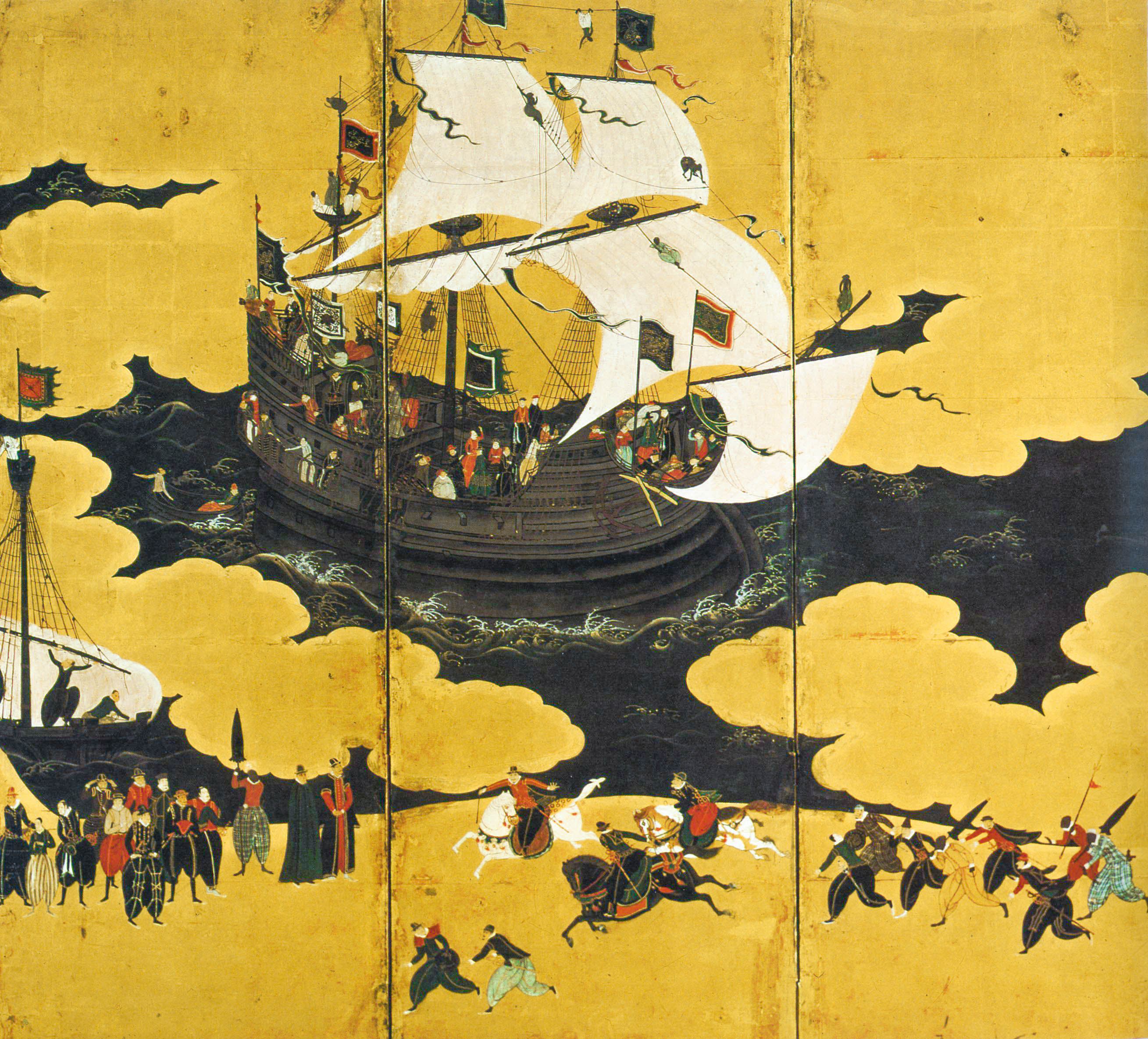
南蛮屏風（部分） リスボン国立古美術館 本図は狩野内膳の落款はあるが、描法が異なり別人の作とされる

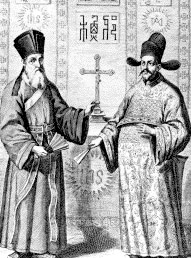
マテオ・リッチと徐光啓（キルヒャー『中国図説』）

- 1497年–1499年: ポルトガル人のヴァスコ・ダ・ガマ、ニコラウ・コエリョ、バルトロメウ・ディアスらが、喜望峰まわりで初めて海路だけでヨーロッパからインドに到達する。
- 1500年–1501年: ポルトガル人のペドロ・アルヴァレス・カブラルらが、ブラジルを発見した後に喜望峰を回り、インドに到達。当初の艦隊は13隻に1500人が乗り込んでおり、バルトロメウ・ディアス、ニコラウ・コエリョ、サンチョ・デ・トーヴァー、シモン・デ・ミランダ、アイレス・ゴメス・ダ・シルヴァ、ヴァスコ・デ・アタイーデ、ディオゴ・ディアス、シモン・デ・ピナ、ルイース・ピレス、ペロ・ヴァス・デ・アタイーデ、ヌノ・レイタン・ダ・クーニャらが船長であった[2]。ルイース・ピレスはブラジル到達以前にカーボベルデで分かれ、ポルトガルに帰った。ガスパル・デ・ラモスもしくはアンドレ・ゴンサルヴェスのどちらかが、ブラジル到達後にポルトガルへ引き返し、南アメリカの発見を報告した。ヴァスコ・デ・デ・アタイーデ、バルトロメウ・ディアス、シモン・デ・ピナ、アイレス・ゴメス・ダ・シルヴァの船は、喜望峰付近で遭遇した嵐により沈没した。ディオゴ・ディアスの船は途中で分かれてマダガスカルを発見した。彼はその後、ヨーロッパ人として初めて海路のみで紅海に入った。ヌノ・レイタン・ダ・クーニャ、ニコラウ・コエリョ、サンチョ・デ・トーヴァー、シモン・デ・ミランダ、ペロ・ヴァス・デ・アタイーデらはインドに到達した。この艦隊には、著述家のペロ・ヴァス・デ・カミーニャや、フランシスコ会士エンリケ・デ・コンブラらが乗船していた。
- 1501年–?: ジョアン・ダ・ノーヴァらポルトガル艦隊が三回目のインド到達。その道中でアセンション島（1501年）、セントヘレナ島（1502年）を発見した。
- 1502年–1503年: ヴァスコ・ダ・ガマがインドに自身2回目の到達。
- 1503年–1504年: アフォンソ・デ・アルブケルケが、ポルトガルとして5度目のインド到達。インドにおける最初の拠点コーチを獲得する。
- 1505年: フランシスコ・デ・アルメイダが、初代インド副王に任じられる。彼は1505年3月25日に22隻の艦隊（カラック船14隻、キャラベル船6隻、船員1000人、兵士1500人）を率いてリスボンを出発し、9月13日にアンジェディヴァ島に到達した。彼の息子ロウレンソ・デ・アルメイダは、インド南岸を探検してセイロン島に到達した。
- 1507年–1513年: 1507年にアフォンソ・デ・アルブケルケがペルシア海峡のホルムズを占領する。その後1508年に第二代インド副王に任じられ、1510年にゴアを占領した。これ以降、ゴアはインドにおけるポルトガルの一大拠点として栄えた。
- 1509年: ディオゴ・ロペス・デ・セケイラが海路でマラッカを発見。
- 1511年: アフォンソ・デ・アルブケルケがマラッカを占領する。これ以降、マラッカは東南アジアにおけるポルトガルの最重要戦略拠点となる。マラッカ制圧を確実にした後で東方の香料諸島（モルッカ諸島）の情報を得たアルケブルケは、11月にアントーニオ・デ・アブレウ率いる3隻の遠征隊を派遣して探検させた。同年、ポルトガルがアユタヤ王国に使節を派遣する。彼はおそらく、タイに足を踏み入れた最初のヨーロッパ人であった。この5年後、アユタヤはポルトガルに国内での貿易を認めた。
- 1512年初頭: アントニオ・デ・アブレウらが、マレー人を水先案内人として、ジャワ島、小スンダ諸島、アンボン島を経由してバンダ諸島に到達[3]。遠征隊は1か月ここにとどまり、ナツメグやメース、また中継貿易によってバンダにもたらされていたクローブなどを購入した[4]。アントニオ・デ・アブレウはアンボンを経由してマラッカに帰還したが、副官のフランシスコ・セラーンはさらにモルッカ諸島を奥深く進もうとして遭難し、テルナテ王国に流れ着いた後、要塞を築いたり傭兵として戦ったりしながらここで生涯を終えた[5]。
- 1513年: アフォンソ・デ・アルブケルケがアデンを包囲したが攻略に失敗し、その後紅海を探検する。
- 1513年: ポルトガル人のジョルジ・アルヴァレスが、ヨーロッパ人として初めてアフリカ周り海路から中国（明）に到達する。上陸地は珠江デルタ内の島タマンと伝えられている。
- 1516年-1517年: ポルトガル人のラファエル・ペレストレーリョが、明の広州に到達。
- 1517年: ポルトガル人のフェルナン・ピレス・デ・アンドラーデがタマン、次いで広州に到達。その後、ポルトガル王の使節として1520年に南京や北京まで至った。
- 1519年–1522年: ポルトガル人のフェルディナンド・マゼラン率いるスペイン艦隊による史上初の世界一周航海。また同時に、初めて西回りで太平洋を渡りアジアに至ったともいえる。1519年8月10日に5隻270人の艦隊がセビリアを出発し、1520年に南アフリカ南部のマゼラン海峡を発見。1521年にマリアナ諸島、そしてフィリピンのホモンホン島に到達。マゼランはその後のマクタンの戦いで戦死するが、生き残った船員はパラワン、ブルネイと航海を続け、ポルトガル勢力を避けつつモルッカ諸島のティドレに到達する。最後はフアン・セバスティアン・エルカーノ率いる1隻18人のみが1522年にスペインに生還、世界一周を達成した。
- 1524年: ヴァスコ・ダ・ガマがインドに自身2回目の到達。
- 1542年: ポルトガル人のアントニオ・ダ・モッタらが中国のジャンク船に乗って寧波へ向かう途中で嵐に遭い、種子島に漂着。日本に到達した最初のヨーロッパ人となる。（鉄砲伝来）
- 1549年: スペインのイエズス会士フランシスコ・ザビエル、コスメ・デ・トーレス、フアン・フェルナンデスらが、日本人のヤジロウ（アンジロウ）、アントニオ、ジョアン、中国人のマヌエル、インド人のアマダーらとともに日本に到来。
- 1556年: ポルトガル人ドミニコ会士ガスパル・ダ・クルスが、海路から至ったヨーロッパ人として初めて中国でキリスト教の布教を行う。彼は1556年に広州に至って1か月ほど宣教を行い、ヨーロッパで初めて明朝に関する書物『中国誌』を出版した。その中には、地理、行政区画、帝室、役人の階級、官僚制、造船技術、遠竹、農業、工芸、商業、衣服、宗教・社会的な慣習、音楽や楽器、文字、教育、裁判制度といったあらゆる情報が記録されている。
- 1579年–1619年: イエズス会士のトーマス・スティーブンスが、イングランド人としておそらく初めてインドに到達。陸路でここに至った彼は、そのまま1619年にインドで没した。

- 1582年: イタリア人イエズス会士マテオ・リッチがポルトガル領マカオから北京まで至り、彼の天文学などの知識を見込んだ明の万暦帝の命を受けてヨーロッパ人として初めて紫禁城に入る。1602年、通訳の李之藻とともに世界地図『坤輿万国全図』を製作し、中国人や日本人の世界観と地理学に大きな影響を与える。
- 1595年: オランダ人のヤン・ホイフェン・ヴァン・リンスホーテンが、ゴアでポルトガルの秘密文書から写し取った東洋の地図を『東洋におけるポルトガル船による旅行記』（Reys-gheschrift vande navigatien der Portugaloysers in Orienten）にまとめ出版する。1598年には英語やドイツ語にも翻訳され、それまで一世紀近くポルトガルが海図を秘匿し独占してきた東洋への航路が他のヨーロッパ諸国にも開かれることになった。
- 1599年–1614年: ジョン・ミルデンホールとリチャード・ニューマンが、1614年に陸路でインドのアーグラに到達。
- 1600年–1610年: イングランド人ウィリアム・アダムスとオランダ人ヤン・ヨーステンを乗せた船が日本に漂着。ウィリアム・アダムスは以後10年にわたり徳川家康の顧問を務める。
- 1602年–1607年: ポルトガル人のイエズス会士ベント・デ・ゴイスが、ヨーロッパ人として初めてインドから陸路で中国に到達する。
- 1612年–1617年: イギリス人トーマス・コリエットが、陸路でインドに到達する。
- 1615年–1618年: イギリスの外交官トーマス・ローが、ムガル帝国のジャハーンギール帝への使節としてアーグラに到達する。
- 1624年: ポルトガルのイエズス会士アンドニオ・デ・アンドラーデが、ヨーロッパ人として初めてチベットに到達する。
- 1626年–1627年: ポルトガルのイエズス会士エステヴァン・カセラとジョアン・カブラルが、ヨーロッパ人として初めてブータンに到達する。
- 1631年–1668年: フランスの商人ジャン＝バティスト・タヴェルニエが、アジア（主にペルシア、インド、ジャワ）へ6度渡航する。
- 1656年–1669年: フランスの旅行家フランソワ・ベルニエが、エジプトやサウジアラビアを経由してムガル帝国に至り、アウラングゼーブ帝の宮廷に8年間滞在する。
- 1664年–1680年: フランスの商人ジャン・シャルダンが、二度にわたりペルシアのサファヴィー朝へ旅する。2回目はインドまで歩を進めている。
- 1675年–1678年: モルダヴィア出身のニコライ・スパファリーが、康熙帝治下の清に赴く。

## 関連する出来事

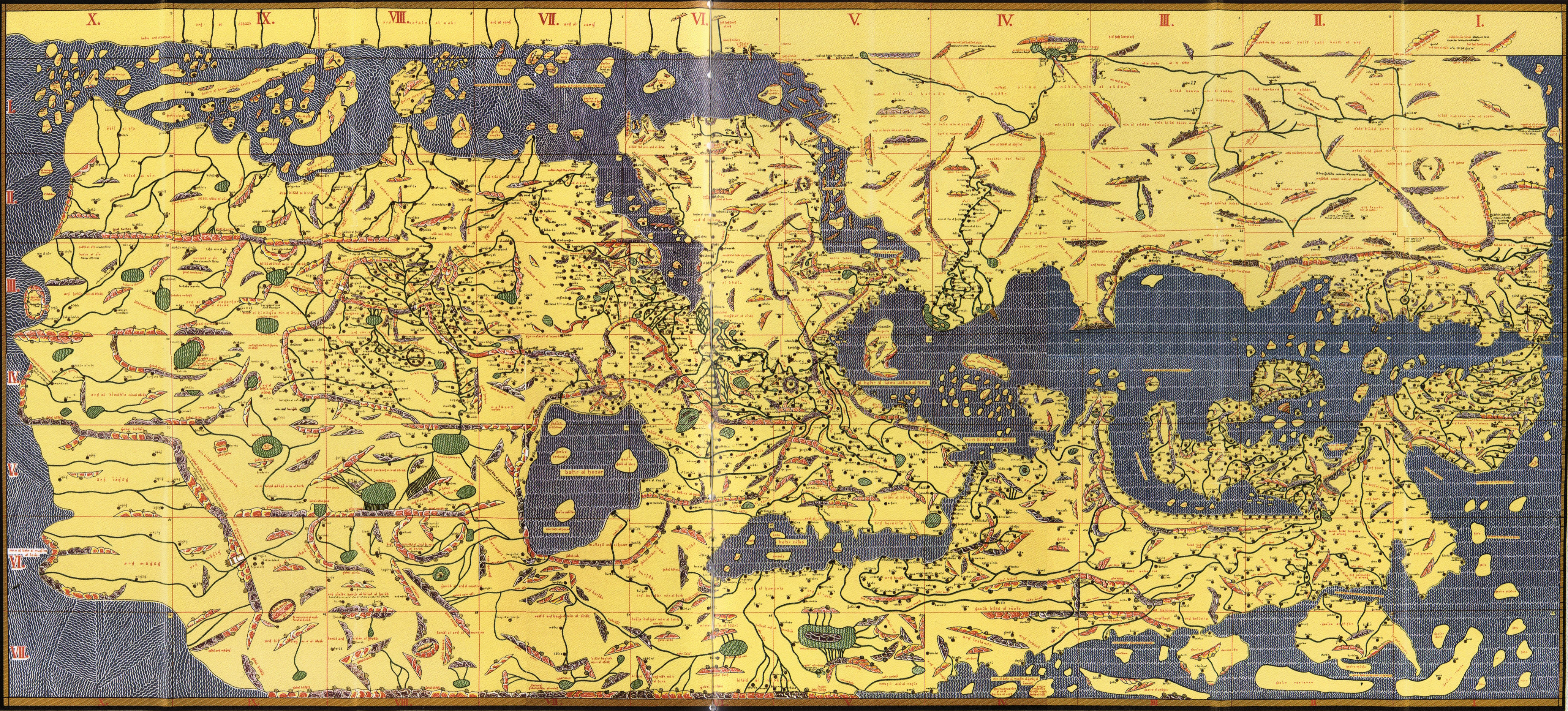
タブラ・ロジェリアナ (1154年)

- 1154年: セウタ出身のアラブ人ムハンマド・アル＝イドリースィーが、シチリア王ルッジェーロ2世のために、アラブの交易ルートの知識をもとに世界地図タブラ・ロジェリアナを作成した。
- 1247年: キリキア・アルメニア王国のヘトゥム1世の弟スンバトが、同盟国である十字軍諸国家の使節とともにモンゴル帝国の首都カラコルムに至る。
- 1254年: キリキア・アルメニア王ヘトゥム1世がカラコルムに至り、モンケに謁見する。
- 1275年–1288年: ウイグルのネストリウス派聖職者ラッバーン・バール・サウマとラッバーン・マルコス（後のネストリウス派教会総主教マール・ヤバラーハー3世）が、イルハン朝の使節として教皇庁を含むヨーロッパ各国の宮廷を訪れ、同盟関係構築を模索する。
- 1325年–1355年: モロッコ出身の旅行者イブン・バットゥータが、旧世界の大部分を旅する。彼が著した三大陸周遊記は、19世紀に至るまでヨーロッパ人に影響を及ぼし続けた。